# Firmatari della Costituzione degli Stati Uniti d'America

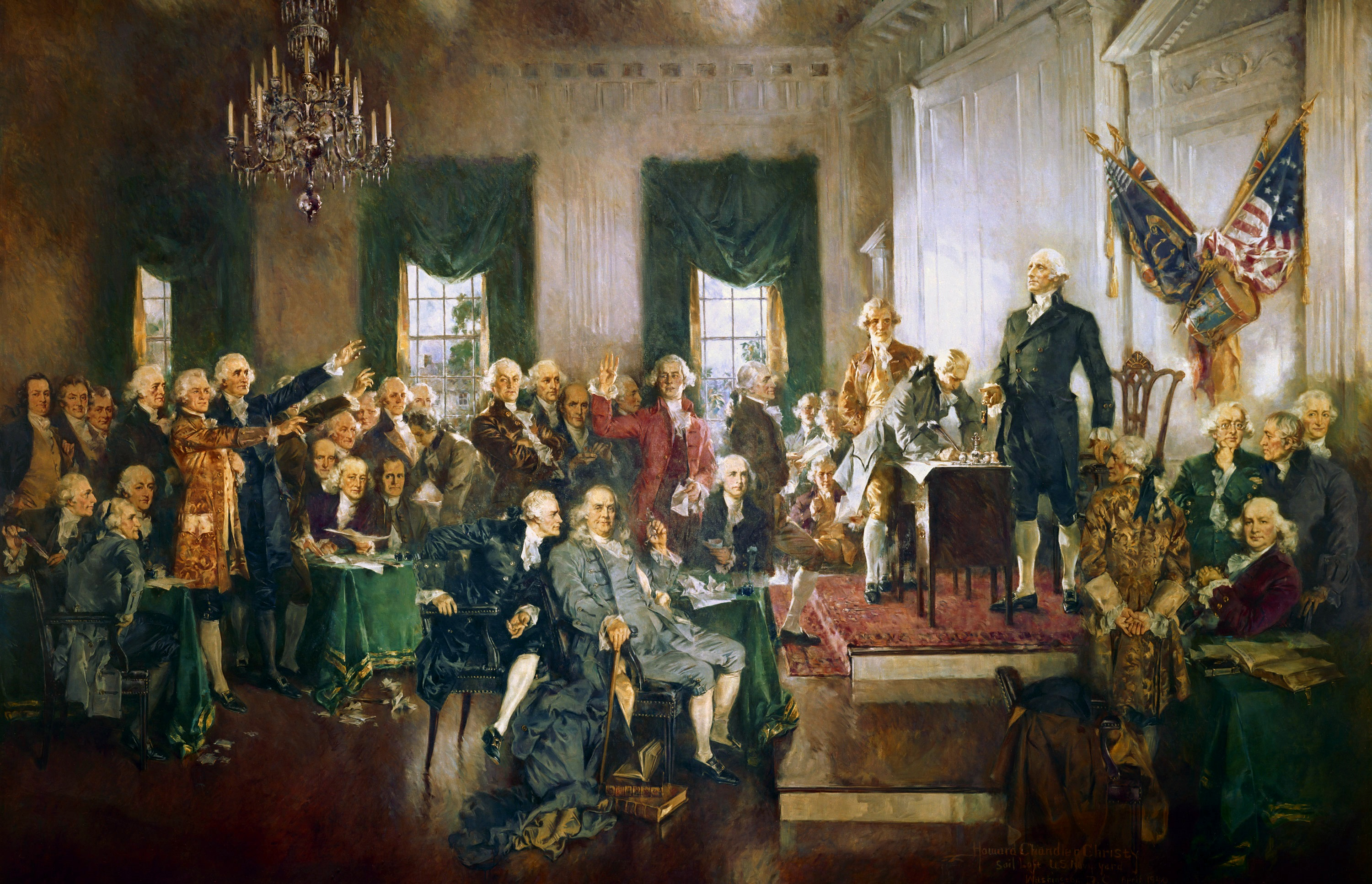
Scena della firma della Costituzione degli Stati Uniti

Elenco dei Firmatari della Costituzione degli Stati Uniti d'America.
1. 1	George Washington	Virginia
2. 2	George Read	Delaware
3. 3	Gunning Bedford, Jr.	Delaware
4. 4	John Dickinson	Delaware
5. 5	Richard Bassett	Delaware
6. 6	Jacob Broom	Delaware
7. 7	James McHenry	Maryland
8. 8	Daniel of St. Thomas Jenifer	Maryland
9. 9	Daniel Carroll	Maryland
10. 10	John Blair	Virginia
11. 11	James Madison Jr.	Virginia
12. 12	William Blount	North Carolina
13. 13	Richard Dobbs Spaight	North Carolina
14. 14	Hugh Williamson	North Carolina
15. 15	John Rutledge	South Carolina
16. 16	Charles Cotesworth Pinckney	South Carolina
17. 17	Charles Pinckney	South Carolina
18. 18	Pierce Butler	South Carolina
19. 19	William Few	Georgia
20. 20	Abraham Baldwin	Georgia
21. 21	John Langdon	New Hampshire
22. 22	Nicholas Gilman	New Hampshire
23. 23	Nathaniel Gorham	Massachusetts
24. 24	Rufus King	Massachusetts
25. 25	William Samuel Johnson	Connecticut
26. 26	Roger Sherman	Connecticut
27. 27	Alexander Hamilton	New York
28. 28	William Livingston	New Jersey
29. 29	David Brearley	New Jersey
30. 30	William Paterson	New Jersey
31. 31	Jonathan Dayton	New Jersey
32. 32	Benjamin Franklin	Pennsylvania
33. 33	Thomas Mifflin	Pennsylvania
34. 34	Robert Morris	Pennsylvania
35. 35	George Clymer	Pennsylvania
36. 36	Thomas Fitzsimons	Pennsylvania
37. 37	Jared Ingersoll	Pennsylvania
38. 38	James Wilson	Pennsylvania
39. 39	Gouverneur Morris	Pennsylvania